# Echinocereus mapimiensis
Echinocereus mapimiensis är en kaktusväxtart som beskrevs av E.F. Anderson, W.C. Hodgs. och P. Quirk. Echinocereus mapimiensis ingår i släktet Echinocereus och familjen kaktusväxter. Inga underarter finns listade i Catalogue of Life.

## Bildgalleri

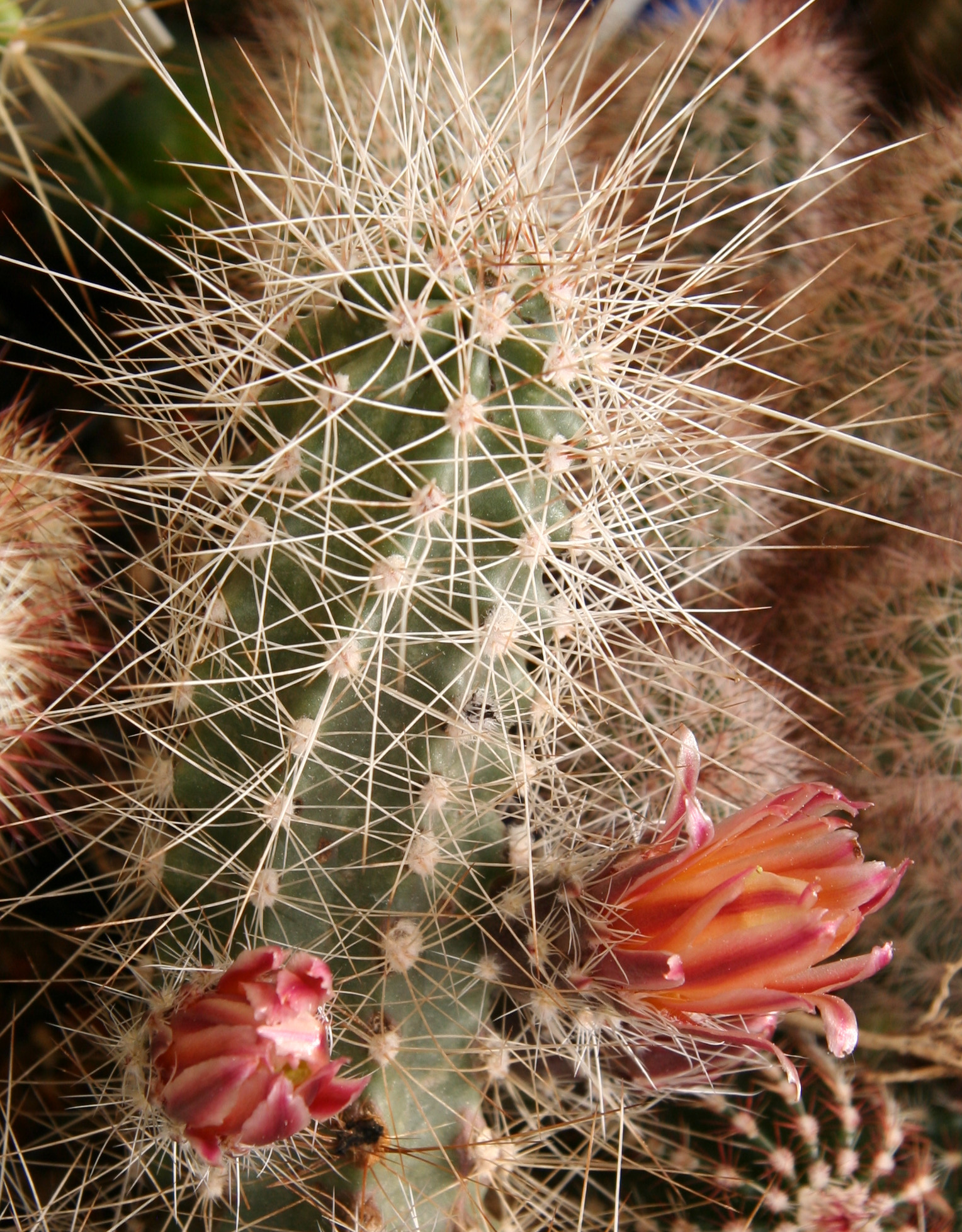